# Zmarli w roku 1987
Lista osób zmarłych w 1987:

## styczeń 1987
- 5 stycznia – Herman Smith-Johannsen, norweski narciarz, superstulatek (ur. 1875)
- 8 stycznia – Bohdan Lachert, polski architekt (ur. 1900)
- 18 stycznia – Renato Guttuso, malarz włoski (ur. 1911)
- 26 stycznia – Adolf Ciborowski, polski architekt i urbanista (ur. 1919)
- 31 stycznia:
  - Yves Allégret, francuski reżyser filmowy (ur. 1907)
  - Julian Antonisz, polski twórca filmów animowanych (ur. 1941)
  - Mieczysław Wiórkiewicz, polski major pilot (ur. 1907)

## luty 1987
- 2 lutego – Alistair MacLean, szkocki pisarz (ur. 1922)
- 4 lutego – Wladziu Valentino Liberace, amerykański artysta estradowy pochodzenia polsko-włoskiego (ur. 1919)
- 7 lutego – Czesław Wołłejko, polski aktor i reżyser teatralny (ur. 1916)
- 9 lutego – Ryszard Dyllus, ksiądz rzymskokatolicki, dziekan dekanatu chorzowskiego, wykładowca akademicki (ur. 1937)
- 11 lutego – Wacław Taranczewski, polski artysta malarz (ur. 1903)
- 17 lutego – Abdulla Cangonji, albański malarz (ur. 1920)
- 19 lutego – Kirsten Walther, duńska aktorka (ur. 1933)
- 20 lutego – Jan Ciecierski, polski aktor, autor pamiętników (ur. 1899)
- 21 lutego – Irena Dowgielewicz, polska pisarka, poetka (ur. 1917)
- 22 lutego – Andy Warhol, amerykański twórca pop-art (ur. 1928)
- 28 lutego – Cornelis Jonker, holenderski żeglarz, olimpijczyk (ur. 1909)

## marzec 1987
- 3 marca – Danny Kaye, amerykański aktor (ur. 1911)
- 7 marca – Eugeniusz Eibisch, polski malarz (ur. 1896)
- 10 marca – Andrzej Burda, polski prawnik (ur. 1913)
- 13 marca – Bernhard Grzimek, zoolog niemiecki (ur. 1909)
- 19 marca – Louis de Broglie, fizyk francuski, laureat Nagrody Nobla (ur. 1892)
- 24 marca – Maria Scholastyka Rivata, pierwsza przełożona Uczennic Boskiego Mistrza, Służebnica Boża (ur. 1897)
- 26 marca – Kazimierz Dobrowolski, etnograf i socjolog, członek PAN (ur. 1894)
- 29 marca – Jacob Nacken, niemiecki artysta cyrkowy (ur. 1906)

## kwiecień 1987
- 2 kwietnia – Bernard Buddy Rich, amerykański perkusista jazzowy, lider zespołu Buddy Rich Big Band (ur. 1917)
- 11 kwietnia – Erskine Caldwell, pisarz amerykański (ur. 1903)
- 13 kwietnia – Tadeusz Brzozowski, artysta malarz (ur. 1918)
- 23 kwietnia – Mária Medvecká, słowacka artystka malarka (ur. 1914)
- 28 kwietnia – Jakub Sądej, leśnik, pierwszy opiekun i przewodnik po Jaskini Niedźwiedziej (ur. 1919)

## maj 1987
- 2 maja – Józef Ciszewski, piłkarz, reprezentant Polski (ur. 1904)
- 3 maja – Dalida, francuska piosenkarka (ur. 1933)
- 4 maja – Konstanty Jeleński, polski pisarz, krytyk literacki i tłumacz (ur. 1922)
- 6 maja – Karol Plicka, czesko-słowacki folklorysta, fotograf i filmowiec, dokumentalista kultury ludowej Czechów i Słowaków (ur. 1894)
- 9 maja – Obafemi Awolowo, nigeryjski polityk, premier (ur. 1909)
- 14 maja – Rita Hayworth, aktorka amerykańska (ur. 1918)
- 19 maja – Stanisław Szukalski, polski rzeźbiarz i malarz (ur. 1893)
- 22 maja – Kazimierz Narutowicz, litewski działacz polityczny (ur. 1904)

## czerwiec 1987
- 3 czerwca – Andrés Segovia, hiszpański gitarzysta (ur. 1893)
- 14 czerwca – Stanisław Bareja, polski aktor i reżyser filmowy (ur. 1929)
- 22 czerwca – Fred Astaire, amerykański tancerz, aktor i wokalista (ur. 1899)
- 25 czerwca – Carl Huisken, holenderski żeglarz, olimpijczyk (ur. 1902)

## lipiec 1987
- 4 lipca – Bengt Strömgren, duński astronom, astrofizyk (ur. 1908)
- 6 lipca:
  - Józef Burszta, polski etnolog, socjolog, historyk (ur. 1914)
  - Wacława Sakowicz, polska pianistka, kameralistka, pedagog (ur. 1896)
- 17 lipca – Jerzy Dobrowolski – polski satyryk, reżyser i aktor (ur. 1930)
- 27 lipca – Jan Mikusiński, polski matematyk, członek PAN (ur. 1913)
- 29 lipca – Tadeusz Makarczyński, polski filmowiec-dokumentalista (ur. 1918)

## sierpień 1987
- 1 sierpnia – Pola Negri (właściwie Apolonia Chałupiec), gwiazda filmu niemego (ur. 1897)
- 2 sierpnia – Alfred Tuček, jugosłowiański kompozytor, dyrygent i skrzypek (ur. 1904)
- 5 sierpnia – Zygmunt Mycielski, kompozytor i publicysta muzyczny (ur. 1907)
- 8 sierpnia – Jurij Babanski, rosyjski pedagog (ur. 1927)
- 11 sierpnia – Stanisław Marczak-Oborski, historyk teatru (ur. 1921)
- 17 sierpnia – Rudolf Heß, niemiecki polityk nazistowski, bliski współpracownik Adolfa Hitlera, zginął śmiercią samobójczą (ur. 1894)
- 20 sierpnia – Walenty Kłyszejko, trener koszykarski, działacz sportowy (ur. 1909)
- 23 sierpnia – Ryszard Wroczyński, polski pedagog (ur. 1909)
- 24 sierpnia – Bayard Rustin, amerykański działacz społeczny (ur. 1912)
- 28 sierpnia – John Huston, amerykański reżyser filmowy (ur. 1906)
- 29 sierpnia:
  - Henryk Bąk, polski aktor (ur. 1923)
  - Lee Marvin, amerykański aktor filmowy, zdobywca statuetki Oscara (ur. 1924)

## wrzesień 1987
- 3 września:
  - Morton Feldman, amerykański kompozytor pochodzenia żydowskiego (ur. 1926)
  - Wiktor Niekrasow, radziecki pisarz (ur. 1911)
- 7 września – Jan Urban, polski dziennikarz pochodzenia żydowskiego (ur. 1895)
- 11 września:
  - Lorne Greene, kanadyjski aktor, znany głównie z roli Bena Cartwrighta w westernowym serialu telewizyjnym Bonanza (ur. 1915)
  - Peter Tosh, jamajski pionier muzyki reggae (ur. 1944)
- 15 września – Paweł Szulkin, polski fizyk, nauczyciel akademicki (ur. 1911)
- 19 września – Kazimierz Smulikowski, mineralog, członek PAN (ur. 1900)
- 23 września – Bob Fosse, choreograf i reżyser amerykański (ur. 1927)
- 28 września – Roman Brandstaetter, poeta i dramaturg, tłumacz dzieł Williama Szekspira (ur. 1906)
- 30 września – Alfred Bester, amerykański pisarz science fiction (ur. 1913)

## październik 1987
- 3 października – Jean Anouilh, dramaturg francuski (ur. 1910)
- 14 października – Elżbieta Barszczewska polska aktorka (ur. 1913)
- 19 października – Igor Newerly, polski prozaik (ur. 1903)
- 20 października:
  - Jerzy Chromik, polski lekkoatleta, biegacz, złoty medalista mistrzostw Europy (ur. 1931)
  - Andriej Kołmogorow, rosyjski matematyk (ur. 1903)
- 22 października – Lino Ventura, aktor francuski (ur. 1919)
- 30 października – Erich Frost, niemiecki muzyk, kompozytor, nadzorca Biura Oddziału Towarzystwa Strażnica w Niemczech (ur. 1900)

## listopad 1987
- 6 listopada – Kajetan Sosnowski, polski malarz (ur. 1913)
- 10 listopada – Seyni Kountché, nigerski wojskowy i polityk (ur. 1931)
- 11 listopada – Francis Adams, trynidadzko-tobagijski lekkoatleta, sprinter (ur. 1953)
- 13 listopada – William Rogers, amerykański lekarz i sportowiec, medalista olimpijski (ur. 1902)
- 15 listopada – Kyösti Lehtonen, fiński zapaśnik (ur. 1931)
- 18 listopada – Jacques Anquetil, francuski kolarz (ur. 1934)
- 24 listopada – Karol Bunsch, polski pisarz historyczny, publicysta i tłumacz (ur. 1898)
- 26 listopada – Joy Guilford –  amerykański psycholog, pedagog i statystyk (ur. 1897)
- 30 listopada – James Baldwin, amerykański pisarz (ur. 1924)

## grudzień 1987
- 1 grudnia – James Baldwin, afroamerykański powieściopisarz i eseista (ur. 1924)
- 2 grudnia – Donn Eisele, amerykański astronauta (ur. 1930)
- 7 grudnia – Irena Tuwim, polska poetka, tłumaczka literatury (ur. 1899 albo 1898)
- 15 grudnia – François Borde, francuski rugbysta, medalista olimpijski (ur. 1899)
- 17 grudnia – Marguerite Yourcenar, wybitna pisarka francuska, jedyna kobieta w Académie française (ur. 1903)
- 23 grudnia – Seweryn Pollak, polski poeta, tłumacz (ur. 1907)
- 27 grudnia – Ludwik Straszewicz, polski geograf (ur. 1916)
- 29 grudnia – Jan Rybkowski, polski reżyser filmowy (ur. 1912)